# 名門!多古西応援団
『名門!多古西応援団』（めいもん!たこにしおうえんだん）は、所十三による漫画作品。月刊少年マガジンの1984年6月号から1992年5月号にかけて連載された。単行本は全21巻。また、漫画作品から派生した映画作品、ゲームソフトがある。

## 概要
多古多西高等学校の新入生である胡女浩司は、女ばかりの家庭に育った反動で、男を磨くため応援団に入ることにした。しかし多古西の応援団は、女好きでナンパばかりの団長・橘を筆頭にしたお気楽集団であった。当初は落胆した胡女であるが、お気楽にみえた先輩たちが実はやるときにはやる男気のある硬派であることを知り、さまざまな事件を潜り抜ける中で成長していく。
連載開始当初は胡女が主人公であったが、後に団員それぞれを主役にしたエピソードが増えていき、特に橘が主人公を務める話が多くなった。終盤で橘達が卒業した後は、再び胡女が主人公になった。
基本的に1話完結で、ケンカ中心の構成の中に人情ドラマを描いた作品。

## 登場人物

### 多古多西高応援団
橘薫（たちばな かおる）
多古多西高応援団・団長。連載開始時点で2年生。女好きでいいかげんだが、やる時はやる。キャッツアイタイプのサングラスとリーゼントがトレードマーク。常に丁寧語で話す。
団員の中でも傑出した巨体と怪力の持ち主。水中銃で撃たれたり割れたガラス瓶での攻撃を素手で受け止めたりしてもびくともしない、化け物じみたタフネスを誇る。得意技はラリアット、バックドロップ。
頭脳もよく、武器や卑怯な手段をもちいる相手を倒すために、独創的な方法を用いることが多い。英語も堪能。看護婦目当てではあるが医師を志している。
新堀中学出身。中学3年時は5組の保健委員を務めていた。瓶底眼鏡におかっぱ頭という軟弱そうな出で立ちだったが、体格や腕力は当時から傑出しており、振るおうとしないものの護身用として身に付けていた格闘術でも桂や左京より格上だった。
胡女浩司（こめ こうじ）
連載開始時点で、応援団唯一の1年生。母親・姉2人に妹1人という女系の家庭環境に嫌気が差し、応援団を「これぞ男の世界」と憧れて入団を希望した。橘は「（ミス多古商の）姉を紹介する」という条件で入団を認めた。
最初は貧弱だったが、左京から頭突きを伝授されて以降は修羅場を経るごとに成長し、2年生になるころには正平を難なく退けるほどになった。3年時、2代目団長となった時には、暴走族集団に暴行されていた新入団員を一人で救出するほどの強者になっており、正平から「あの化物みたいな橘さん達と2年も付き合ってきた人」と賞賛されている。
「胡女浩司」の名前と姿は所十三が講談社新人賞に応募し佳作を受賞した『ピントはずれのかぞく式』（雑誌未発表、『仰げば尊し!』KC版6巻に読切として収録）の主人公のを流用している。ただしこちらでの家族は父親のみだった。
桂庵（かつら いおり）
副団長。連載開始時点で2年生。頭はスキンヘッド。中学時代はツッパリだったが、今は頭もまるめて義理と人情に生きる。
得意技は、ボクシングで鍛えた左ストレート。 懐に威嚇用の短刀を仕込んでいる。
桂建設社長の御曹司で、実家は裕福である。団員たちに建設現場のアルバイトを斡旋することも多い。
多古多第二中学出身。中学時代は番格で、暴走族にも所属しており、左京とはグループ内のライバル関係にあった。
左京元（さきょう げん）
応援団の旗手長。連載開始時点で2年生。最大のピンチも一発勝負で切り抜けるギャンブル気質の持ち主。
トレードマークは口ひげと、丸型のサングラス。めったに素顔を見せない橘とは違い、サングラスをはずした姿も頻繁に描かれている。
新堀中学出身。中学時代は番格で、暴走族にも所属しており、桂とはグループ内のライバル関係にあった。
村田武士（むらた たけし）
応援団の渉外担当。連載開始時点で2年生。髪型は角刈り。
天神中学出身。元相撲部員で、得意技はつっぱり。神明中・河波中との連合をたばねていた。桂と左京が率いる暴走族を撃退したこともある。
甲賀勝利（こうが かつとし）
応援団の渉内担当。連載開始時点で2年生。
多古多二中学出身。中学時代は柔道部員で、柔道特待生だった。得意技は投げ技。優しい性格の持ち主で、桂とも仲が良く、非行を繰り返す桂を拳骨で諌めたこともある。
乾正平（いぬい しょうへい）
浜崎中学の総番。腕っぷしには自信があったが、胡女に自分から因縁をつけたにも関わらず負けたことで、舎弟にしてほしいと言い出す。
浜崎米軍基地子弟の不良グループ・パープルエンジェルスとの抗争の後、胡女を追って多古西高校に入学し、応援団唯一の1年生になる。2年生に進級した後は、胡女団長の下で副団長を務める。

### 多古多西高関係者

#### 生徒
志摩（しま）
胡女の同級生。胡女は彼女に恋心を抱くが、その矢先に九州へと転校する。
狩野（かのう）
多古多西高3年生。美術部所属。桂邸をスケッチの題材にしたのがきっかけで、桂と親しくなる。弱視の画家・尾形光という恋人がいる。
舞草聖子（まいくさ しょうこ）
多古多西高2年B組。新堀教会に通うクリスチャン。左京のギャンブルをやめさせようとする。
広瀬真由美（ひろせ まゆみ）
多古西高校の園芸部員。村田の幼なじみ。病床に伏した父親を元気付けるため、秋なのに桜の花を咲かせようとする。
ヒロミ
多古多西高2年A組。風紀委員。甲賀の幼なじみ。いつも早弁する甲賀のために弁当を作ってくるなど、仲が良い。
アメリカからやってきた留学生・ジョーにつきまとわれる。
島野夏美（しまの なつみ）
正平と仲が良い。駅伝の練習中にフェラーリに撥ねられて重体になり、通りかかった正平が真犯人から罪を擦り付けられる。

#### 教職員
真田源次郎（さなだ げんじろう）
生物教師であり応援団の顧問。生物準備室でアルコールを醸造し休み時間に飲んだくれ、応援団の予算も着服し酒代にしてしまうような不良教師だが、基本的には生徒思いの良い先生である。実家は雪山でペンションを営んでいる。
大谷法子（おおたに のりこ）
国語教師。生真面目かつ潔癖だが、正反対の性格である真田と相思相愛。父親は離島の医師。
黒田（くろだ）
生活指導担当教師。想いやりのある先生だが、生真面目で融通が利かず、情熱が行き過ぎてしまうこともある。応援団とは対立することが多い。
校長先生
口ひげとモミアゲが繋がっていて、スキンヘッド。応援団のやり方には比較的理解を示している。

### 多古多東高
宇喜田（うきた）
多古多東高応援団の団長。多古西応援団とはいい意味でのライバルで、互いに競いあっている。多古多東応援団は学生帽に下駄履き、マントという非常にバンカラな集団である。
榊章太郎（さかき しょうたろう）
多古多東高応援団の副団長。多古西高校とは隣どうしなので、なにかと出会う機会が多い。橘とはなんとなくウマがあう。
影山美奈子（かげやま みなこ）
スケ番グループのリーダー。榊の幼なじみ。米軍の父親と、米軍基地で働いていた母親との間に生れたハーフ。

### 狂乱
島崎（しまざき）
多古多の暴走族“狂乱”の頭。多古西応援団には頭があがらず、何かと力を貸す。
伊達宗法（だて むねのり）
桂の中学時代の弟分。少年院を出てからは“狂乱”に所属。

### 大日本凶走連合関係者
蒲生貴明（がもう たかあき）
暴走族"Z"（ツェット）の頭。身長2メートルで、空手の達人。実力は高く、橘ですら自分よりはるかに格上であると認識しているほど。
縣真澄（あがた ますみ）
暴走族"大日本凶走連合"の親衛隊長。Zと蒲生を利用して多古多市内の複数高校の応援団を壊滅させた。
藤岡（ふじおか）
暴走族"大日本凶走連合"の総長。本編では少年院に入っており出番はないが、不良のカリスマとしてたびたび名前が挙がる人物。

### その他
ブラッド・アンガー
浜崎米軍基地の不良グループ“パープルエンジェルス”のボス。アメリカでグリーンベレーの殺人術を身につけた男。
パイソンのママ
多古多西、すずらん通りにあるクラブ“パイソン”のママ。橘が中学時代から入り浸っており、多古西応援団も打ち上げなどでいつも世話になっている。家庭環境からグレかけた息子を、橘の仲裁で救ってもらったことがある。
武田（たけだ）
刑事。橘が初対面のときに暴力団員と勘違いしたほどの強面。中学時代の左京がよく世話になった。
大友隆之（おおとも たかゆき）
結成秘話「昭和群浪伝」に登場。中学時代に暴走族の左京派に属し、後の多古西応援団員達と6人目のメンバーとして共に戦ったが、多古西には進学せず。
中島久美子（なかじま くみこ）
売れっ子アイドル。ツッパリのイメージで売り出していたが、それが元で現場との軋轢が生じていた。
滅多にサングラスを外さない橘の、素顔を目撃した唯一の人物。

## 映画
1987年8月15日公開。東映東京撮影所製作・東映配給。同時上映は『シャコタン☆ブギ』。
実写映画版では、舞台が遠州地方から宮城県に変更されている。多古多市は白石市が、浜崎市は仙台市がモデルである。
スタッフ
- 監督：橋本以蔵
- 脚本：渡辺千明、我妻正義、橋本以蔵
- 音楽 ：本間勇輔
- 主題歌：吉沢秋絵「雨の花火」
- 撮影：佐々木原保志
- 照明：長田達也
- 美術：中村州志
- 録音：柿沼紀彦
- 編集：只野信也
- 助監督：花田深
- 進行主任：杉崎隆行
- 音響効果：原尚
- 技斗：岡田勝
- スタント&アクション：大野剣友会アクションスタジオ
- 現像：東映化学
- 撮影協力：白石市観光協会、蔵王酪農センター、蔵王酒造、関東学院大学応援団豪士会、東北福祉大学応援団 ほか
- プロデューサー：稲生達朗、角田朝雄
- 企画：植田泰治
- 製作協力：エンドーチェーン、ヤーバン学生服
- 製作：東映東京撮影所

キャラクター（出演者）
- 橘薫（我王銀次）
- 胡女浩司（南渕一輝）
- 桂庵（林統一）
- 左京元（豊原功補）
- 村田武士（松橋孝治）
- 甲賀勝利（みのわ圭一）
- 北条律子（吉沢秋絵）
- 志摩涼子（伊藤美紀）
- 宇喜多耕大（杉本哲太）
- 右京（大島剛人〔ギュウゾウ〕）
- 胡女稲子（田島令子）
- 永井一章（保阪尚輝）
- 蒲生貴明（鶴見辰吾）
- 蒲生竜二（内藤武敏）
- 藤倉昌作（高田純次）
- 北条善吉（森塚敏）
- 北条宗正（清水宏次朗）
- 真田源次郎（高橋三千綱）
- 他（綾田俊樹、殺陣剛太、稲山玄、城谷光俊、岩城正剛、青島健介、和田宣房、遠藤憲一[1]）

製作
1987年5月24日クランクイン、7月完成予定。企画クレジットの植田泰治は、東映東京制作所に所属して熱心な労働運動をやった人物。
撮影は宮城県仙台市、仙台駅ペデストリアンデッキ、宮城県・山形県蔵王連峰など。
トップクレジットは橘薫役の我王銀次だが、映画版では胡女浩司役の南渕一輝の方が出番は多い。南渕の朝立ちから映画が始まり、下着姿で歯磨きをする妹が出るなど、エロも期待させるが、女だらけの家族に生まれた南渕が硬派に生きることを宣言し、応援団に入団するためか、以降エロ要素はほぼ無し。我王と左京元を演じる豊原功補は、劇中終始サングラスを掛け続け、それぞれ一1カットしか素顔を見せない。後半の大乱闘は『ビー・バップ・ハイスクール』等と同じ展開だが、多古西応援団6人＋吉沢秋絵が素手で、100人程度の金属バットや木刀など武器を持った相手と戦う無茶な展開。大分時間が経って杉本哲太らが助っ人に現れるが、既に半殺しを通り越している段階のはずだが無傷。生物教師で応援団の顧問・真田源次郎を演じる高橋三千綱が一人だけ棒読み演技を見せる。
ネット配信
- 東映シアターオンライン（YouTube）：2023年9月8日21:00（JST） - 同年9月22日20:59（JST）

## ゲームソフト
1989年12月25日に株式会社アスミックから『名門!多古西応援団 硬派六人衆』のタイトルで任天堂ファミリーコンピュータ向けに発売された。
面クリア形式のシミュレーションRPGで、各ターンごとに団員6名を操作してマップ上に配置された敵キャラクターと重なることでタイマンバトルとなり、コマンド入力は近づいてくる敵のパンチが団員の顔グラフィックに重なる前に選択する時間制限つきとなっている。